# World Psychiatry
World Psychiatry – recenzowany periodyk naukowy publikujący prace z dziedziny psychiatrii. Istnieje od 2002 roku i jest oficjalnym czasopismem Światowego Towarzystwa Psychiatrycznego.
Periodyk ukazuje się w 7 językach: angielskim, chińskim, hiszpańskim, rosyjskim, francuskim, arabskim i tureckim. Wybrane artykuły i abstrakty są tłumaczone na język japoński, polski i rumuński.
Papierowa wersja czasopisma trafia do ponad 33 000 psychiatrów ze 121 krajów, co czyni „World Psychiatry” najbardziej rozpowszechnianym czasopismem psychiatrycznym na świecie. Wszystkie wydania periodyku są publikowane na zasadzie otwartego dostępu i można je znaleźć w bazie PubMed Central i na stronie Światowego Towarzystwa Psychiatrycznego. 
W 2015 roku czasopismo było cytowane 2410 razy, a jego impact factor za ten rok wyniósł 20,205, co dało mu 1. miejsce wśród 142 czasopism psychiatrycznych. Na polskiej liście czasopism punktowanych przez Ministerstwo Nauki i Szkolnictwa Wyższego z 2015 roku „World Psychiatry” otrzymało maksymalną liczbę punktów – 50.
SCImago Journal Rank periodyku za 2015 rok wyniósł 3,651, plasując go na:
- 1. miejscu wśród 41 czasopism w kategorii „pielęgniarstwo psychiatryczne”,
- 8. miejscu spośród 493 czasopism w kategorii „psychiatria i zdrowie psychiczne”.